# Hocico (banda)
Hocico es una banda mexicana de dark electro y aggrotech surgida en el año 1993 en la Ciudad de México.

## Historia
Hocico surgió oficialmente en 1993 después de que sus integrantes Erik García, conocido como Erk Aicrag (voz) y Óscar Mayorga, conocido como Racso Agroyam (sintetizador) cambiaran de nombre a sus dos proyectos previos Niñera Degenerada y Hocico de Perro, dejándolo sólo en Hocico. El sonido de la banda resulta en aggrotech, creando así atmósferas sonoras agresivas, melancólicas y bailables. Actualmente Hocico es uno de los exponentes del aggrotech a nivel mundial[cita requerida] y una de las agrupaciones que más han influenciado a otros músicos del mismo género[cita requerida]. 
Aunque no son tan populares en su tierra natal, son altamente reconocidos en Europa, en especial Alemania donde han trabajado con bandas como Blutengel. En México se les recuerda por servir de teloneros a Marilyn Manson en 1997 en el Palacio de los Deportes y a Rammstein en 2001 en el mismo recinto.

## Discografía

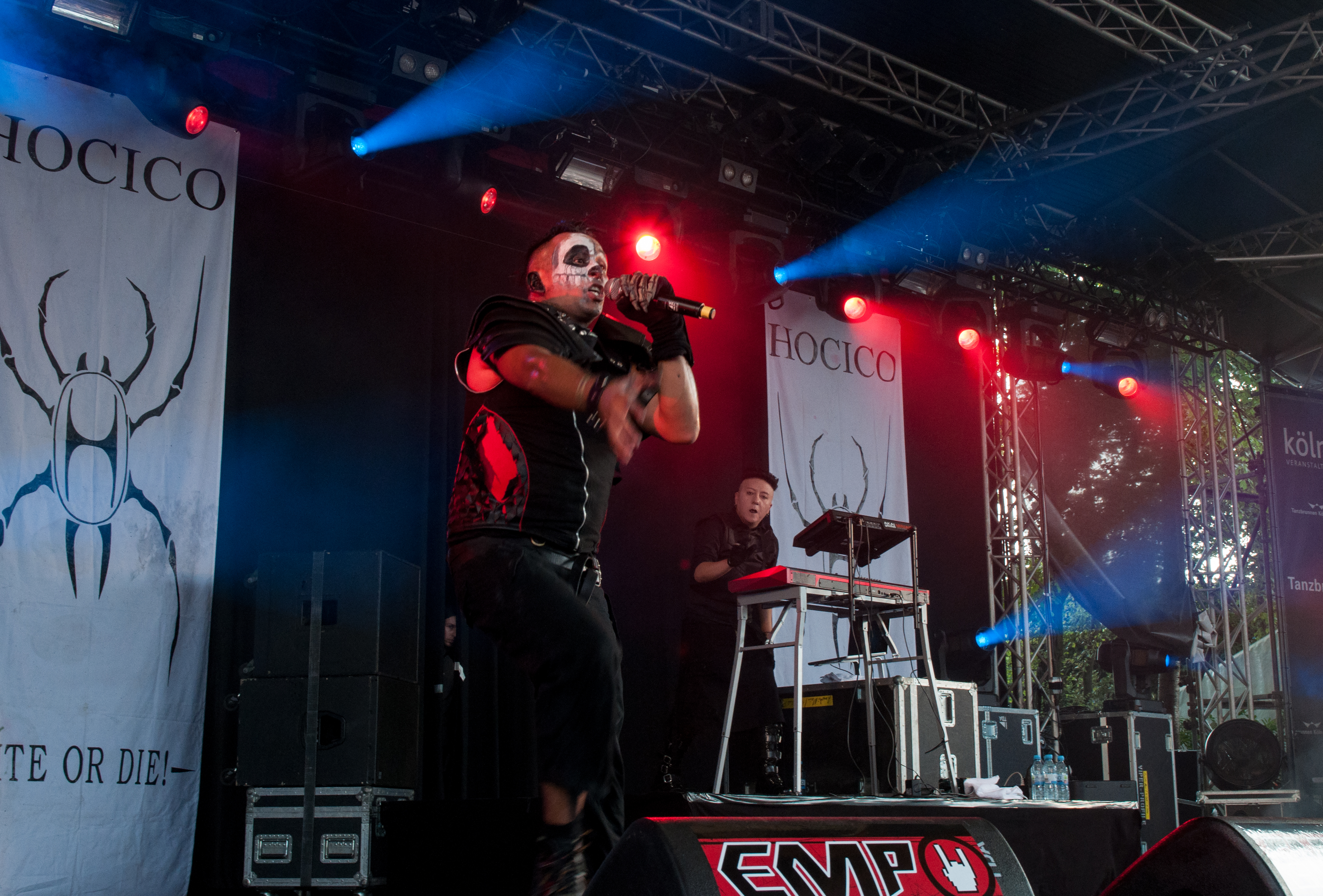
Amphi Festival 2014

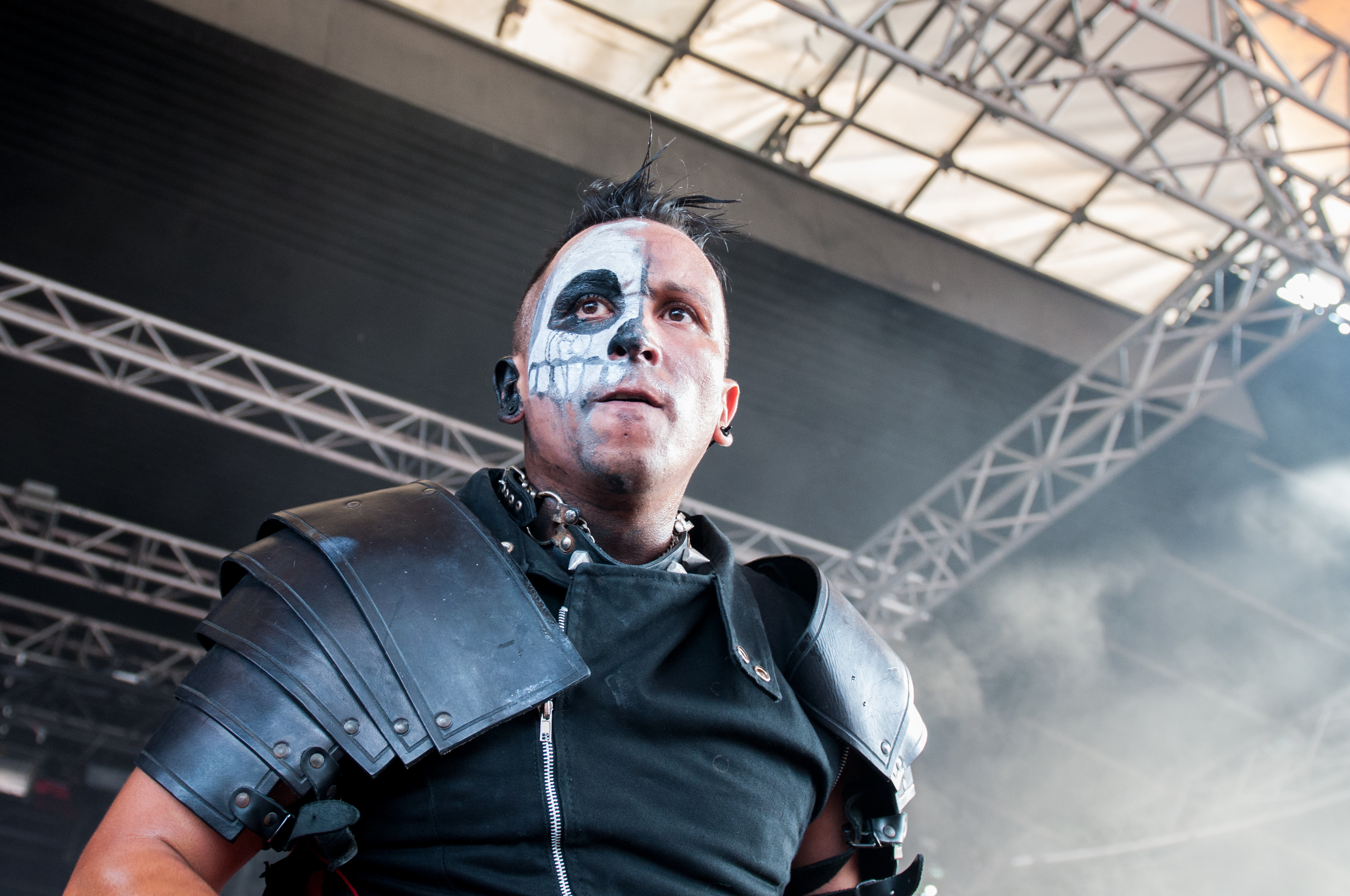
Erik Aicrag, 2014

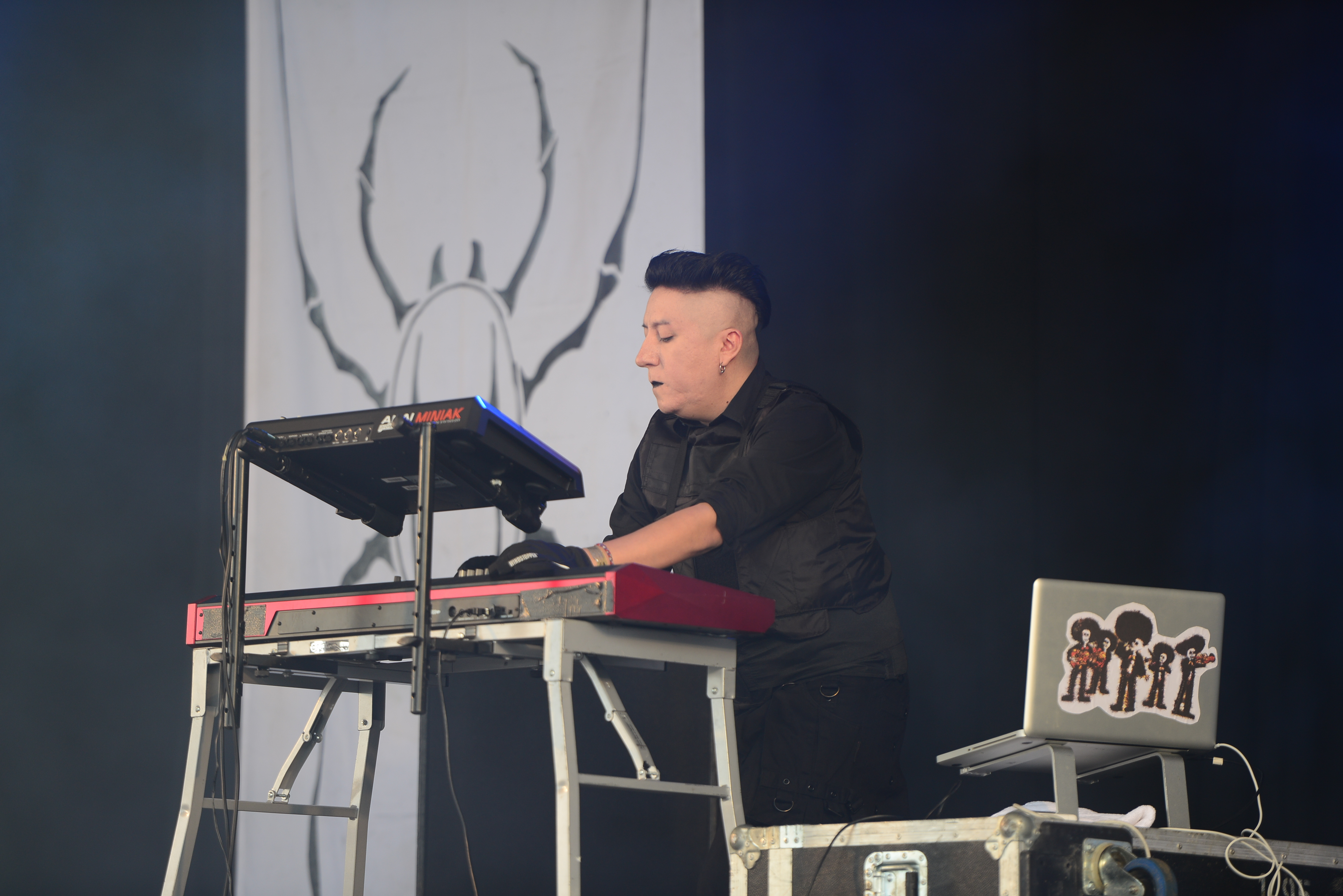
Racso Agroyam, 2014

### Maquetas
Disponible en casete

#### Misuse, Abuse And Accident (1993)
1. Sin Of Shadows 5:24
2. Weak Pose 5:10
3. Addiction 4:09
4. Sex Under Testosterone 5:12
5. Our Death 5:26
6. Nuisance 4:08
7. Euthanasia 5:23
8. Moral Sentence 5:46
9. Atrocidad Desnuda 5:31

#### Autoagresión Persistente (1994)
1. Slow Death 5:09
2. Sensación De Letargo 5:28
3. Euthanasia 5:26
4. Laceración 6:23
5. El Pecado De Las Sombras 5:25
6. Existence 5:14
7. Sexo Bajo Testosterona 5:07
8. Our Death 5:15
9. Atrocidad Desnuda 5:35
10. Change (guitarra: Claus Bita) 4:41

#### Triste Desprecio (1996)
1. Hocico
2. Juego En Silencio
3. Sad Scorn
4. Self Destructive Path
5. El Mundo De Los Que Callan...
6. ...Su Miedo
7. Depression
8. The Scent Of Hate
9. Intoxicados
10. Controversy
11. Secluded Memory
12. Rasgos De Insania

por Ektor Wilder.

### Álbumes
- Odio Bajo El Alma (1997)
- Sangre Hirviente (1999)
- Signos de Aberración (2002)
- Hate Never Dies: The Celebration 4CD (2003) Limitado a 2500 copias. Atracción de la banda, 'Demos'
- Wrack And Ruin (2004)
- Memorias Atrás (2008)
- Tiempos de Furia (2010)
- El Último Minuto (2012)
- Los días caminando en el fuego (2013)
- Ofensor (2015)
- Artificial Extinction (2019)

### EP
- El Día De La Ira (1998)
- Cursed Land (1998)
- Aquí Y Ahora En El Silencio (2000)
- El Día De La Ira (2002)
- Silent Wrath (2002)
- Maldiciones Para Un Mundo En Decadencia (2004)
- Scars (2006)
- About A Dead (2007)
- The Day The World Stopped (2008)

### Sencillos
- The Shape Of Things To Come (2007)
- About A Dead (2007)
- Dog Eat Dog (2010)
- Bite Me (2011)
- Vile Vispers (2012)
- In the Name of Violence (2015)
- Forgotten Tears (2015)
- Spider Bites (2017)

### Compilaciones
- Hate Never Dies: The Celebration (2003)
- Crónicas Letales I, II, III, IV (2010)
- The Spell Of The Spider (2017)

### Directos
- Los Hijos Del Infierno (1998)
- Tierra Eléctrica (1999)
- Blasphemies In The Holy Land (Live in Israel) (2005) Limitado a 2000 copias; grabado en vivo por Maor Appelbaum.
- Tora! Tora! Tora! (2008)
- Blood on the Red Square (2011)
- Die Hölle Über Berlin (2014)
- Shalom From Hell Aviv! (Blasphemies In The Holy Land Part 2) (2018) Limitado a 1000 copias; grabado en vivo en Gagarin Club.

### Vinilos
- Born To Be (Hated) (2004)
- Wrack And Ruin -2LPs- (Out Of Line 2004)
- Dog Eat Dog (Out Of Line 2010)
- In the Name of Violence (2015)
- The Spell Of The Spider (2017)

### Mini CD
- Untold Blasphemies (2001)
- Born To Be (Hated) (2004)

### DVD
- A Través De Mundos Que Arden (2006)
- Blood On The Red Square (2011)
- Die Hölle über Berlin (2014)